# Pathologisches Beispiel
Pathologische Beispiele sind besondere Beispiele, welche oftmals in mathematischen Kontexten auftreten. Definitionen mathematischer Objekte sind teilweise durch Anschauung motiviert, wie zum Beispiel die Definition des  Wegzusammenhangs. Bei einem pathologischen Beispiel wird ein Objekt konstruiert, das den Bedingungen einer mathematisch exakten Definition entspricht, jedoch in Konflikt zu der zugrundeliegenden Anschauung steht oder für weitere Beweise unerwünschte Eigenschaften aufweist, die als untypisch für üblicherweise auftretende Fälle angesehen werden. In der Regel sind pathologische Beispiele auch Gegenbeispiele.
Bei der Konstruktion von pathologischen Beispielen werden oft das Auswahlaxiom, rekursive Definitionen und Fraktale angewendet.

## Bekannte pathologische Beispiele

### Weierstraß-Funktionen

Eine Weierstraß-Funktion

Die Weierstraß-Funktion ist in jedem Punkt stetig, aber nirgends differenzierbar. Sie ist das erste publizierte Beispiel einer solchen Funktion und änderte die übliche Meinung, dass jede stetige Funktion differenzierbar bis auf eine Menge isolierter Punkte sei.

### Dirichlet-Funktion
Die Dirichlet-Funktion ist an allen rationalen Stellen eins und an allen irrationalen null. Sie ist ein Beispiel für eine Funktion, die überall unstetig ist und nicht Riemann-integrierbar, aber Lebesgue-integrierbar ist. Eine Abwandlung der Dirichlet-Funktion ist die thomaesche Funktion. Diese Funktion nimmt für irrationale Argumente den Wert null an und für rationale einen positiven; im Gegensatz zur Dirichlet-Funktion ist diese Riemann-integrierbar und nur an allen rationalen Stellen unstetig.

### Cantor-Menge

Die ersten sieben Iterationsschritte zur Konstruktion der Cantor-Menge.

Die Cantor-Menge ist eine Teilmenge der reellen Zahlen mit besonderen topologischen und maßtheoretischen Eigenschaften. So ist die Menge gleichmächtig wie die Menge der reellen Zahlen {\displaystyle \mathbb {R} }, jedoch ist sie gleichzeitig eine Lebesgue-Nullmenge. Aufgrund der gleichen Mächtigkeit könnte man erwarten, dass Mengen auch das gleiche Maß haben. Dies ist nicht der Fall, denn das Lebesguemaß der Menge der reellen Zahlen ist unendlich. Als topologischer Raum ist die Cantor-Menge eine kompakte, perfekte, total unzusammenhängende und nirgends dichte Teilmenge von {\displaystyle \mathbb {R} }. Aufgrund dieser Eigenschaften wird die Cantor-Menge besonders in der Topologie als Beispiel verwendet, welches der Anschauung oftmals entgegenspricht.

### Vitali-Menge
Vitali-Mengen haben die besondere Eigenschaft, dass man ihnen kein Lebesgue-Maß zuordnen kann. Nicht-messbare Mengen für das Lebesgue-Maß lassen sich nur mit Hilfe des Auswahlaxioms konstruieren. Unter der Annahme dieses Axioms lässt sich kein Maß konstruieren, welches das Maßproblem löst. Für andere Maße hingegen ist es oft leicht, nicht messbare Mengen aufzuzeigen.